# ژول وربک
ژول وربک (فرانسوی: Verbecke‎؛ زادهٔ ۱۵ سپتامبر ۱۸۷۹ - درگذشته نامشخص) یک بازیکن واترپلو و شناگر اهل فرانسه است. 
از افتخارات وی میتوان به کسب مدال نقره شنای ۲۰۰ متر تیمی در بازی‌های المپیک تابستانی ۱۹۰۰ اشاره کرد.